# Бубамара (филм)
Бубамара (енгл. Lady Bird) је амерички тинејџерски хумористичко-драмски филм из 2017. године, који је написала и режирала Грета Гервиг, у свом редитељском првенцу. У филму глуме Серше Ронан, Лори Меткалф, Трејси Летс, Лукас Хеџес, Тимоти Шаламе, Бини Фелдштајн, Стивен Макинли Хендерсон и Луис Смит. Радња се oдвија у Сакраменту, у Калифорнији, између јесени 2002. и лета 2003. године. Ово је развојна прича о матуранткињи средње школе и њеном затегнутом односу са мајком.
Филм је премијерно приказан на Телурајд филмском фестивалу 1. септембра 2017, а  3. новембра, од стране компаније А24, пуштен је у биоскопе широм Сједињених Америчких Држава. Критике су нахвалиле Гервигин сценарио и режију, као и наступе Ронанове и Меткалфове. Бубамара је изабрана од стране Националнoг одбора за рецензију филмова, Америчког филмског института и часописа Time, као један од десет најбољих филмова 2017. године.
На 90. додели награде Оскар, филм је био номинован у пет категорија: за најбољи филм, најбољу глумицу (за Ронанову), најбољу споредну глумицу (за Меткалфову), најбољи оригинални сценарио и најбољу режију. На 75. додели награде Златни глобус, филм је освојио две награде − за најбољи филм (мјузикл или комедија) и најбољу глумицу у мјузиклу или комедији (за Ронанову) − и био је номинован за још две друге награде. Такође је био номинован за три награде БАФТА.

## Радња
Године 2002, Кристин Макферсон је матуранткиња Католичке средње школе у Сакраменту, у Калифорнији. Она даје себи име „Бубамара” и жели да упише престижан колеџ „у граду са културом” негде на источној обали, упркос финансијским проблемима њене породице. Њена мајка, Марион, често јој говори да је незахвална за оно што има. Бубамара и њена најбоља другарица, Џули, придружују се школском позоришном програму, где се Бубамара заљубљује у свог друга из разреда Денија О’Нила. То прераста у романтичну везу, и Бубамара потом разочара Марион тиме што проводи њен последњи Дан захвалности пре завршетка средње школе са Денијевом богатом породицом, уместо са својом. После ноћи отварања Весело се крећемо, њихова веза се завршава када Бубамара и Џули пронађу Денија како љуби другог дечака у тоалету.
По Мариониној наредби, Бубамара проналази посао у кафићу, где упознаје Кајла (ученика школе за дечаке), и они почињу да се забављају. Бубамара не виђа Џули и не појављује се на пробама за нову представу, како би се зближила са Џеном Волтон, популарном девојком, и њих две уништавају ауто једне часне сестре. Како се Бубамара зближава са Кајлом и Џеном, полако напушта Џули и одустаје од позоришне секције. Суочава се са Денијем, али га теши након што он почиње да плаче и изражава своју потешкоћу да се искаже као геј, и они поново постају пријатељи.
Током кућне журке, док су се љубили, Кајл спомиње Бубамари да никада није имао секс; касније пориче да је то рекао, када она изгуби невиност са њим, што је узнемирује, и почиње да плаче у мајчином наручју након тога. Када Бубамара буде суспендована из школе, зато што је изразила своје мишљење на предавању против абортуса, Џена покушава да је посети код ње кући, али открива да је Бубамара лагала тврдећи да је кућа Денијеве баке њена. Бубамара признаје да је лагала, и Џена јој опрашта због њиховог заједничког пријатељства са Кајлом.
Бубамара сазнаје да је њен отац, Лери, изгубио посао, и да се годинама бори против депресије. Пријављује се на више колеџа на источној обали, упркос Марионином инсистирању да породица не може да приушти трошкове, уз помоћ Лерија, који попуњава апликације за финансијску помоћ, без Мариониног знања. Бубамара је примљена на Универзитет Дејвис у Калифорнији, али је узнемирена, јер осећа да је тако преблизу куће. Када сазна да је на листи чекања за један колеџ у Њујорку, одлучује да не подели вести са својом мајком, плашећи се њеног одговора.
Бубамара одлази на матуру са Кајлом, Џеном и Џениним дечком Џоном, али њих троје одлучују да уместо на матуру оду на кућну журку. Бубамара најпре пристаје, али онда мења мишљење, желећи заправо да иде на матуру. Бубамара их затим пита да је одбаце до Џулиног стана, у ком се њих две мире и одлазе заједно на матуру. Након церемоније поводом завршетка средње школе, Дени случајно спомиње Бубамарино место на листи чекања Марион, која престаје да прича са својом ћерком све до краја лета. На њен осамнаести рођендан, Лери дели колачић са својом ћерком, и она купује кутију цигара, гребалицу и часопис Playgirl како би прославила што је достигла зрело доба. Бубамара сазнаје да је примљена на колеџ у Њујорку, као и да може да приушти школарину уз помоћ финансијске помоћи њеног оца. Њени родитељи је одвозе на аеродром, али Марион одбија да уђе у пристанишну зграду како би се опростила од своје ћерке. Она међутим мења мишљење, и одвози се назад на аеродром само да открије да је Бубамара већ прошла безбедносну контролу. Она плаче у наручју свог мужа, који је теши говорећи јој да ће се Бубамара вратити.
Након што стигне у Њујорк, Бубамара проналази неколико писама у свом коферу, које је њена мама написала и бацила, али их је њен отац сачувао. Она поново почиње да користи своје право име, и једном приликом бива примљена у болницу након што се напила на журки. Напуштајући болницу, посећује презбитеријанску цркву и бива дирнута до суза. Позива своју породицу и оставља гласовну поруку својој мајци у којој јој се извињава и захваљује за све што је учинила за њу.

## Улоге
- Серше Ронан као Кристин „Бубамара” Макферсон
- Лори Меткалф као Марион Макферсон
- Трејси Летс као Лери Макферсон
- Лукас Хеџес као Дени О’Нил
- Тимоти Шаламе као Кајл Шајбл
- Бини Фелдштајн као Џулијана „Џули” Стефанс
- Луис Смит као Сестра Сара Џоен
- Стивен Макинли Хендерсон као Отац Левијач
- Одеја Раш каo Џена Валтон
- Џордан Родригез као Мигел Макферсон
- Маријел Скот као Шели Јухан
- Енди Бакли као Ујак Метју

## Продукција

### Развој
Грета Гервиг је провела године пишући сценарио. У једном тренутку био је дугачак преко 350 страна, и имао је наслов Мајке и Ћерке. У 2015., Грета Гервиг и њен тим обезбедили су финансирање од стране компаније IAC films, која је заједно са Scott Rudin Productions, произвела филм . Гервигин менаџер, Евелин О`Нил је такође била продуцент.
Мада је филм био описан као ’’ полуаутобиографски", Гервигова је рекла да ’’ ништа у филму се није буквално догодило у мом животу, али има срж истине која се ослања на моје искуство". Како би припремила глумце и екипу, Гервигова им је дала њене старе средњошколске годишњаке, слике, и журнале, као и пролазнице које је потписала Џоан Дидион, и одвела их у обилазак њеног родног града.
 Рекла је Сему Левију, директору фотографије, да је желела да се филм осети ’’као сећање", и рекла је да она ’’настоји да понуди женски пандан за филмове као што су  400 удараца и Одрастање." Филм је био Гервигин првенац као самосталног режисера;2008. године, она је заједно са Џоем Сванбергом написала и режирала Ноћи и викенди.

#### Кастинг
У децембру 2015., Грета Гервиг је упознала Сершу Ронан на Интернационалном филмском фестивалу у Торонту, где су oне промовисалe филмове Мегин план и Бруклин. Оне су прошле кроз сценарио у хотелској соби, Ронанова је читала Бубамарин текст, док је Гервигова читала тест осталих ликова. Гервигова је на другој страни схватила да је Ронанова прави избор за главног лика.
 У јануару 2016. Ронанова је добила улогу.[ Гервигова је упознала Лукаса Хеџеса и понудила му да бира мушког лика. Он је изабрао Денија.
 Гервигова је дала улогу Лори Меткалф након што је видела њен рад у позоришту; остатак глумачке екипе,која укључује Трејси Летса, Тимотија Шаламеа, Бини Фелдштајн, Џона Карна и Џордана Родригеза-био је објављен у септембру 2016.

#### Снимање
Снимање је по распореду требало да започне у марту 2016. године, али је отказана до августа због обавеза које је Серше Ронан имала према представи Вештице из Салема Артура Милера. Снимање је започело 30. августа 2016. године у Сакраменту, Калифорнији,где су провели једну недељу. Пет недеља су провели на локацији у Лос Анђелесу, са додатним снимањима у Њујорку. Гервигова је желела да снима филм на формату супер 16 филм, али због буџетних ограничења снимљен је на формату Ари Алекса Мини. У пост-продукцији, ствараоци филма су нагласили дигитални шум да направе ефекат копирања фотографије. Ронанова је обојила своју косу у црвено због улоге, и није носила шминку да прекрије акне; она је рекла да је видела филм као ’’ стварно добру прилику да дозволи да тинејџерско лице у филму стварно изгледа као тинејџерско лице у стварном животу’’. Гервигова је, користећи технику коју је научила од режисерке Ребеке Милер, дошла сат времена пре свих осталих да би опустила и умирила глумце и екипу тако што ће тачно знати како ће дан протећи. Она је такође забранила мобилне телефоне на сету, што је видела од Ное Баумбаха.

## Пријем
У јулу 2017., компанија А24 је добила светска дистрибутивна права . Филм је имао своју светску премијеру на Телурајд филмском фестивалу 1. септембра 2017., а приказан је на Интернационалном филмском фестивалу у Торонту 8. септембта 2017., и на Њујоркшком филмском фестивалу 8. октобра 2017. Компанија Universal Pictures je добилa интернационална дистрибутивна права за филм. Појавио се у биоскопима у САД  3. новембра 2017., у Уједињеном Краљевству 16. фебрура 2018., а у Ирској 23. фебруара 2018. године.

#### Зарада
Филм Бубамара је зарадио 49 милиона долара у САД и Канади, и 29,7 милиона долара у осталим деловима света, што је укупно 78,6 милиона долара. Првог викенда претпремијере, зарадио је 364.437 долара од четири биоскопа,а од сваког просечно 91.109 долара. Имао је други најбољи просек у заради, током приказивања у биоскопима у 2017. години, и највећи икада за филм са ограниченим пуштањем у режији жене. Филм је проширен на 37 биоскопа у његовом другом викенду приказивања, и зарадио је 1,2 милиона долара, завршавајући десети у благајни. У трећем викенду приказивања, филм је проширен на  238 биоскопа, и зарадио је  2,5 милиона долара, завршавајући осми по благајни. Филм је имао своју званичну премијеру 24. новембра, играјући у 724 биоскопа и зарадио 4 милиона долара преко викенда ( оквирно 5,4 милиона долара током пет дана око Дана захвалности), завршавајући на једанаестом месту. Проширио се на 1,194 биоскопа следеће недеље и зарадио је 4,3 милиона долара,враћајући се на осмо место.Бубамара је такође постала филм компаније А24 са највећим растом у држави, испред филма Месечина, који је зарадио 27,9 милиона долара. 27. jануара 2018., након што је добио пет номинација за Оскара, филм је зарадио 1,9 милиона долара ( повећање од 1,1 милиона долара од прошле недеље ).

### Одговор критике
Филм Бубамара је примио стојеће овације на светској премијери на Интернационалном филмском фестивалу у Торонту, и био је хваљен за наступе Ронанове и Меткалфове, и Гервигину режију.
 На веб-сајту Ротен томејтоуз, филм тренутно има одобравајућу оцену од 99% засновану на 384 рецензије, са просечном оценом од 8.74/10. Критички консензус веб-сајта пише да ’’Бубамара доноси нове увиде у немире адолесценције и открива дебитујућу режисерку- сценаристкињу Грету Гервиг као потпуно формиран таленат за стварање филмова.’’  27. новембра  2017. године, постао је највише прегледан филм икада са 100% на сајту са 164 позитивне рецензије, обарајући претходни рекорд филма Прича о играчкама 2, који је имао 163 позитивне рецензије . Остао је на 100% све док 196-а рецензија није била негативна. На веб-сајту Mетакритик, филм је био оцењен просечним оценом, 94 од 100,заснованана прегледима  50 критичара, што указује на ’’опште одобравање." А.О.Скот из Њујорк Тајмса је описао Бубамару као ’’савршенство великог екрана...изузетно добро написано,пуно игри речи и живих свађи. Свака реплика звучи као нешто што би особа могла заправо да каже, што значи да је филм такође и изузетно добро одигран."  Тод Макарти из Холивудског репортера је написао да је филм био’’ скромно постављен, али креативно амбициозан’’ и да је ’’успео је према сопственим условима ’’ и похвалио је Ронанову, за коју је рекао ’’ само се чини да се стално побољшава’’" Питер Дебруџ из часописа Верајети је похвалио Гервигову за режију и сценарио као и Ронанин наступ. Мик Ласејл из Хроника Сан Франциска је написао да је филм био ’’ једноставно предиван’’и ’’ топао и инспиративан’’, поздрављајући наступе Серше Ронан и Лори Меткалф као и Гервигину режију и сценарио. Ен Хорнадеј из Вашингтон поста је описала филм као ’’тријумф стила, осећајности и духа’’ док је на сличан начин хвалила и Ронанин наступ и Гервигину режију. Питер Траверс из Ролинг Стоун-а је оценио филм са 3.5 од четири звездице чиме филм сматра као’’ једноставно неодољив’’ и похвалио је заплет филма као и причу, док наглашава наступе Ронанове и Меткалфове за које је изјавио да "зову Оскара" и Гервигину режију као ’’ тријумф у пуном сјају’’. Он га је такође прогласио за један од најбољих филмова у 2017. години . Ричард Ропер из Чикаго Сан-Тајмс-а назвао је филм ’’ јединствен, оригиналан, свеж и предиван’’ и     ’’допадљив’’ хвалећи наступе (посебно Меткалфове и Летса) у којима је приметио ’’ не постоји ниво глуме на вишем нивоу од оног који су [Меткалфова] и [Летс] достигли у овом филму. Овако изгледа величина." Алонсо Дуралд из Вреп-а је приметио да ’’ Грета као глумица вешто прелази од будаластог до дирљивог тако да није изненађење што Грета као режисер тако деликатно уравнотежује урнебесност и патњу’[, Би-Би-Си студија је описала филм као ’’ највише прецењен од критичара’’ међу номинованим филмовима за Оскара 2018. Ово је било засновано на разлици у резултатима које су дали критичари и које је Метакритик упоредио у односу на резултате које су дали на веб-сајту ИМДб.

### Признања
Филм Бубамара је добио разне награде и номинације. Филм је изабран од стране Националног одбора за ревизију, Америчког филмског института, Тајм магазина као један од топ 10 филмова 2017. године .
 У 2018.години филм Бубамара је био награђен наградом РеФрејм стемп у категорији прича и анимираних слика из 2017. године.
На 90-ој додели награда Академије, филм је био номинован у категорији за најбољи филм,Грета Гервиг је била номинована за најбољег режисера и најбољи оригинални сценарио, Ронанова је била номинована за најбољу глумицу, а Меткалфова за најбољу глумицу у споредној улози ; Гервигова је била пета жена номинована у категорији за најбољу режисерку. Филм није освојио ни једну од пет категорија у којима је номинован.Филм је такође примио осам номинација на 23. додели награда по избору критичара, укључујући Награде за најбољи филм, најбољег режисера, најбољу глумицу у главној улози,најбољу глумицу у споредној улози, најбољи оригинални сценарио, и најбољу глумачку екипу. На 75. додели награде Златни глобус, био је номинован за најбољи филм- мјузикл или комедија (освојено),најбољу глумицу-мјузикл или комедија за Ронанову (освојено), најбољу глумицу у споредној улози за Меткалфову, и најбољи сценарио. На 24. додели награда удружења филмских глумаца, филм је био номинован за изванредан наступ глумице у главној улози за Сершу Ронан, изванредан наступ глумице у споредној улози за Лори Меткалф и изванредан наступ глумаца у филму.

## Потенцијални наставци
У фебруару 2018. године, у једној епизоди А24 подкаста, Грета Гервиг је изразила жељу за прављењем "наследника" Бубамаре рекавши  ’’ја бих желела да снимим квартет филмова из Сакрамента по узору на наполитанске романе Елене Феранте".